# Senior League World Series 2005
Die Senior League World Series 2005 war die 45. Austragung der Senior League Baseball World Series, einem internationalen Baseballturnier für Knaben zwischen 13 und 16 Jahren. Gespielt wurde in Bangor, Maine.

## Teilnehmer
Die zehn Mannschaften bildeten eine Gruppe aus sechs Mannschaften aus den Vereinigten Staaten und eine Gruppe aus vier internationalen Mannschaften.
| Vereinigte Staaten                       | International                                                     |
| ---------------------------------------- | ----------------------------------------------------------------- |
| Bangor, Maine Gastgeber                  | Hagåtña, Guam Region Asien-Pazifik                                |
| Freehold Township, New Jersey Region Ost | Tiflis, Georgien Region Europa, Mittlerer Osten und Afrika (EMEA) |
| Clarkesville, Georgia Region Süd         | Thunder Bay, Ontario Region Kanada                                |
| Marksville, Louisiana Region Südwest     | Santiago de Veraguas, Panama Region Lateinamerika                 |
| Pearl City, Hawaii Region West           |                                                                   |
| Urbandale, Iowa Region Zentral           |                                                                   |

## Ergebnisse
Die Teams wurden in zwei Gruppen eingeteilt. Jeder spielte gegen Jeden in seiner Gruppe, die beiden Ersten spielten gegeneinander den Finalplatz aus.

### Vorrunde

#### Gruppe A
| Platz | Region        | W | L | %     |
| ----- | ------------- | - | - | ----- |
| 1.    | West          | 4 | 0 | 1.000 |
| 2.    | Süd           | 2 | 2 | 0.500 |
| 3.    | Asien-Pazifik | 2 | 2 | 0.500 |
| 4.    | Gastgeber     | 1 | 3 | 0.250 |
| 5.    | Kanada        | 1 | 3 | 0.250 |

| Datum      | Zeit  | Stadion           | Begegnung     | Begegnung | Begegnung     | Ergebnis |
| ---------- | ----- | ----------------- | ------------- | --------- | ------------- | -------- |
| 14. August | 12:00 | Mansfield Stadium | Kanada        | –         | Gastgeber     | 1:2      |
| 14. August | 14:30 | Mansfield Stadium | West          | –         | Asien-Pazifik | 5:3      |
| 15. August | 10:00 | Mansfield Stadium | Süd           | –         | West          | 3:6      |
| 15. August | 20:00 | Mansfield Stadium | Asien-Pazifik | –         | Gastgeber     | 4:2      |
| 16. August | 13:00 | Mansfield Stadium | West          | –         | Kanada        | 6:5      |
| 16. August | 17:00 | Mansfield Stadium | Süd           | –         | Asien-Pazifik | 7:5      |
| 17. August | 11:30 | Mansfield Stadium | Asien-Pazifik | –         | Kanada        | 8:6      |
| 17. August | 20:00 | Mansfield Stadium | Gastgeber     | –         | Süd           | 3:4      |
| 18. August | 17:00 | Mansfield Stadium | Kanada        | –         | Süd           | 10:6     |
| 18. August | 20:00 | Mansfield Stadium | Gastgeber     | –         | West          | 5:11     |

#### Gruppe B
| Platz | Region        | W | L | %     |
| ----- | ------------- | - | - | ----- |
| 1.    | Zentral       | 3 | 1 | 0.750 |
| 2.    | Ost           | 3 | 1 | 0.750 |
| 3.    | Lateinamerika | 2 | 2 | 0.500 |
| 4.    | Südwest       | 1 | 3 | 0.250 |
| 5.    | EMEA          | 1 | 3 | 0.250 |

| Datum      | Zeit  | Stadion           | Begegnung     | Begegnung | Begegnung     | Ergebnis |
| ---------- | ----- | ----------------- | ------------- | --------- | ------------- | -------- |
| 14. August | 17:30 | Mansfield Stadium | Zentral       | –         | Lateinamerika | 4:6      |
| 14. August | 20:00 | Mansfield Stadium | EMEA          | –         | Ost           | 3:14     |
| 15. August | 13:00 | Mansfield Stadium | Ost           | –         | Zentral       | 2:5      |
| 15. August | 17:00 | Mansfield Stadium | Südwest       | –         | EMEA          | 10:2     |
| 16. August | 10:00 | Mansfield Stadium | EMEA          | –         | Zentral       | 1:11     |
| 16. August | 20:00 | Mansfield Stadium | Südwest       | –         | Lateinamerika | 2:4      |
| 17. August | 14:00 | Mansfield Stadium | Lateinamerika | –         | EMEA          | 1:2      |
| 17. August | 17:00 | Mansfield Stadium | Ost           | –         | Südwest       | 12:2 (5) |
| 18. August | 10:00 | Mansfield Stadium | Lateinamerika | –         | Ost           | 5:6      |
| 18. August | 13:00 | Mansfield Stadium | Zentral       | –         | Südwest       | 2:1      |

### Finalrunde
|  | Halbfinale | Halbfinale |         |            | Weltmeisterschaft | Weltmeisterschaft |
|  |            |            |         |            |                   |                   |
|  | 19. August |            |         |            |                   |                   |
|  | B2 Ost     | 3          |         |            |                   |                   |
|  | A1 West    | 4          |         |            | 20. August        | 20. August        |
|  |            |            | A1 West | 2          |                   |                   |
|  | 19. August | 19. August |         | B1 Zentral | 7                 |                   |
|  | A2 Süd     | 2          |         |            |                   |                   |
|  | B1 Zentral | 6          |         |            |                   |                   |
|  |            |            |         |            |                   |                   |

## Weblink
- Offizielle Webseite der Senior League World Series